# Damnatio ad bestias

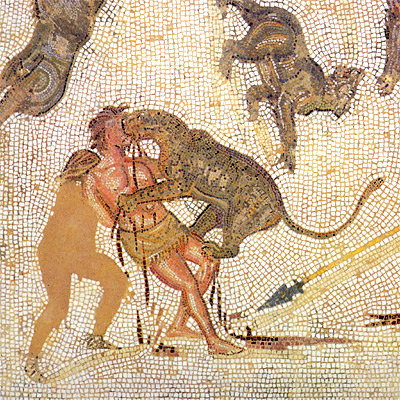
Leopardo che divora un condannato nell'arena. Mosaico pavimentale, particolare (III secolo d.C.). Museo archeologico di El Jem,Tunisia.

Con la locuzione latina damnatio ad bestias, o soltanto ad bestias, che tradotta letteralmente significa "(condanna) alle bestie", si indica un particolare tipo di condanna a morte riservata nell'antica Roma ai criminali peggiori di basso rango (non ai più pericolosi) o agli schiavi macchiatisi di qualche reato contro i propri padroni, i quali venivano appunto condannati a essere divorati vivi dalle belve nelle arene.

## Descrizione
Dai testi degli autori latini e dalle raffigurazioni sui mosaici romani, sappiamo che le bestie erano solitamente leoni o tigri, ma potevano essere impiegati anche orsi, leopardi, lupi e animali di taglia più piccola (cinghiali, linci, cani, iene, ecc.), così da prolungare il tormento. Il damnatus poteva essere legato a un palo oppure costretto a vestire i panni di un personaggio mitologico divorato da una belva (per esempio Prometeo, a cui un'aquila, per volere di Zeus, divorava quotidianamente il fegato, che ricresceva ogni giorno). Tali esecuzioni si svolgevano al mattino o prima degli spettacoli gladiatori, quando il pubblico era particolarmente numeroso.
La lex Petronia (forse del 61) proibiva al padrone di dare lo schiavo in pasto alle belve senza una sentenza del giudice.
La prima condanna di questo tipo fu eseguita nel 167 a.C.: dopo la vittoria su Perseo, Emilio Paolo ordinò che i disertori dell'esercito nemico fossero schiacciati dagli elefanti. Nel 146 a.C. Scipione Emiliano inserì una damnatio ad bestias all'interno dei giochi organizzati per il suo trionfo: anche in questo caso i condannati erano disertori nemici, ma l'esecuzione era organizzata come uno spettacolo pubblico.

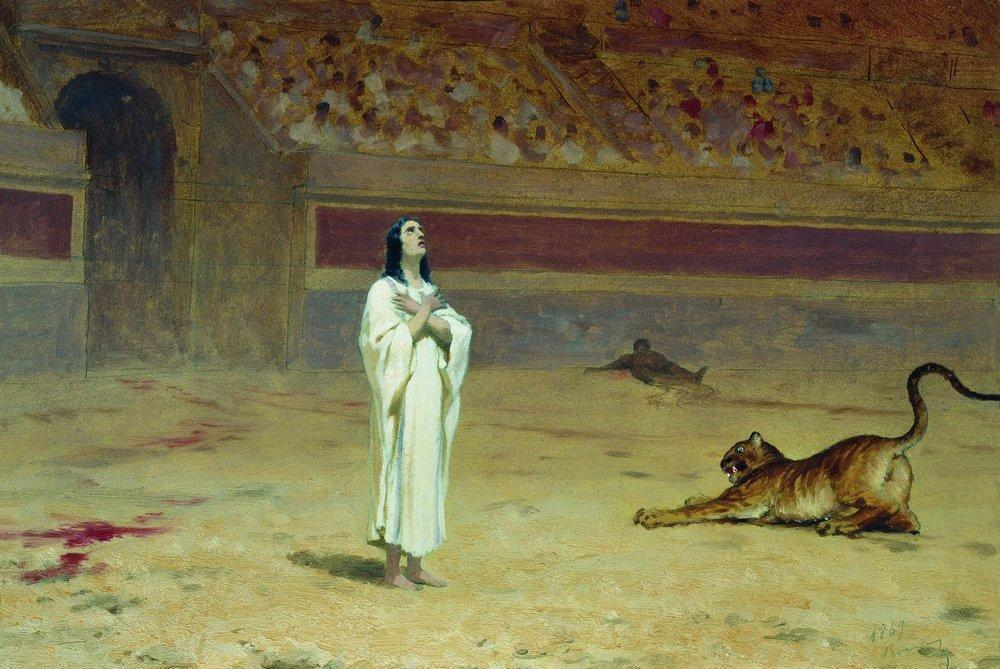
Fedor Bronnikov, 1869
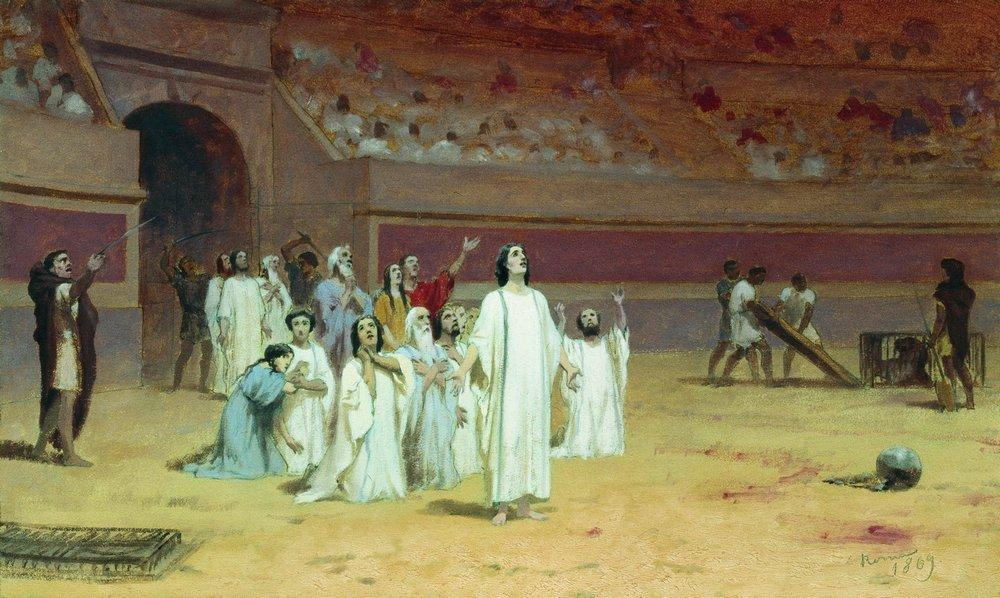
Fedor Bronnikov, 1869
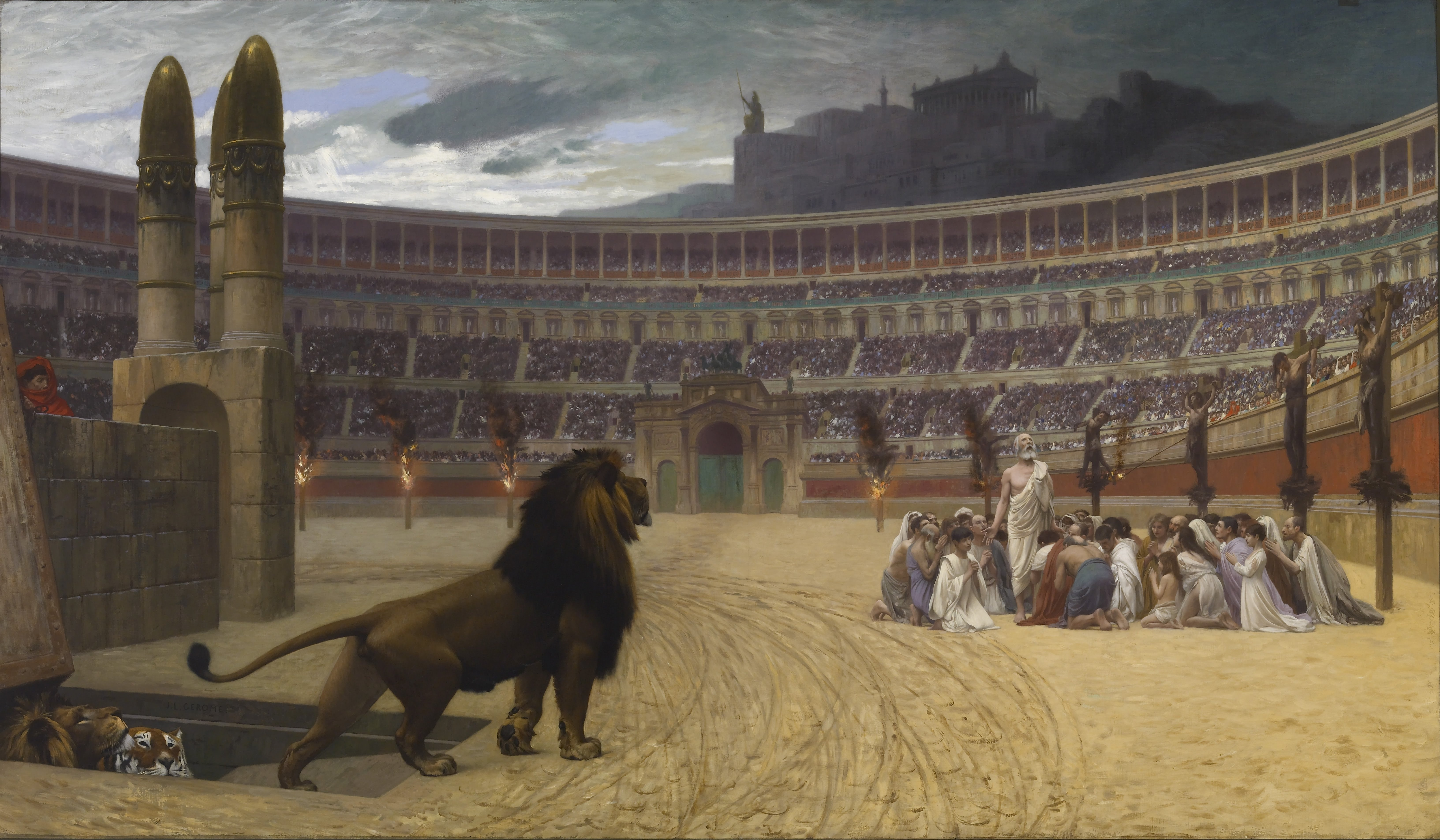
Jean-Léon Gérôme, 1883